# Atlanta (Wisconsin)
Atlanta es un pueblo ubicado en el condado de Rusk en el estado estadounidense de Wisconsin. En el Censo de 2010 tenía una población de 592 habitantes y una densidad poblacional de 4,48 personas por km².

## Geografía
Atlanta se encuentra ubicado en las coordenadas 45°30′38″N 91°20′1″O / 45.51056, -91.33361. Según la Oficina del Censo de los Estados Unidos, Atlanta tiene una superficie total de 132.04 km², de la cual 131.61 km² corresponden a tierra firme y (0.32%) 0.42 km² es agua.

## Demografía
Según el censo de 2010, había 592 personas residiendo en Atlanta. La densidad de población era de 4,48 hab./km². De los 592 habitantes, Atlanta estaba compuesto por el 96.62% blancos, el 0.34% eran afroamericanos, el 0.51% eran amerindios, el 0.84% eran asiáticos, el 0% eran isleños del Pacífico, el 0.84% eran de otras razas y el 0.84% pertenecían a dos o más razas. Del total de la población el 2.53% eran hispanos o latinos de cualquier raza.